# Liste der Kulturdenkmale in Wettin-Löbejün
In der Liste der Kulturdenkmale in Wettin-Löbejün sind alle Kulturdenkmale der Stadt Wettin-Löbejün (Saalekreis) und ihrer Ortsteile aufgelistet. Grundlage ist das Denkmalverzeichnis des Landes Sachsen-Anhalt, das auf Basis des Denkmalschutzgesetzes vom 21. Oktober 1991 erstellt und seither laufend ergänzt wurde (Stand: 31. Dezember 2024).
Diese Liste ist eine Teilliste der Liste der Kulturdenkmale im Saalekreis.

## Kulturdenkmale nach Ortsteilen

### Wettin
| Lage | Bezeichnung                  | Beschreibung | Erfassungs- nummer | Ausweisungsart | Bild                         |
| --- | ---------------------------- | --- | ------------------ | -------------- | ---------------------------- |
| Salderberg des Großen Schweizerlings nordwestlich der Stadt (Karte) | Bismarck-Turm                | Aussichtsturm | 094 55448          | Baudenkmal     | Weitere Bilder               |
| Schachtberg | Schacht                      | Schacht | 094 56497          | Baudenkmal     |                              |
| Saale Nahe der Pögritzmühle (Karte) | Großes Wettiner Wehr         | Wehr Nadelwehr | 094 97607          | Baudenkmal     | Großes Wettiner Wehr         |
| Aschenberg 1 bis 13 Borngasse 1, 3 bis 8 Brauhausgasse 1 bis 13 Burgstraße 1 bis 21 Ernst-Thälmann-Straße 10 bis 38 Große Kirchgasse 1 bis 5 Saalestraße 1 bis 3 Hinter dem Rathaus 1 bis 6 Johannisstraße 1 bis 21 Könnernsche Straße 1 bis 7, 57 bis 61 Lange Reihe 1, 2 Löbnitzmark 1 bis 21, 44 bis 47, 49, bis 73 Malzmache 1 bis 23 Markt 1 bis 11 Mühlweg 1, 3 Nikolai-Kirchplatz 1 bis 7 (Karte) | Altstadt                     | Am Ostufer der Saale gelegener Ort, zusammengewachsen aus Burg, Stadt, Löbnitz- und Pögeritzmark und Mühlgasse, wird von dem auf einem einen Kilometer langen Porphyrrücken über der Saale gelegenen Burgkomplex, den Stammsitz der Wettiner beherrscht; Ummauerung und Erhebung zur Stadt wohl Anfang des 15. Jahrhunderts | 094 55026          | Denkmalbereich | Altstadt                     |
| Brauhausgasse 2 (Karte) | Wohnhaus                     | Wohnhaus und Toreinfahrt, vermutlich ältester erhaltener Fachwerkbau der Stadt, im Kern um 1550, 1809 baulich umfassend verändert | 094 55417          | Baudenkmal     | Wohnhaus                     |
| Brauhausgasse 4, 5 (Karte) | Wohnhaus                     | Wohnhaus Langgestrecktes Doppelwohnhaus mit hofseitigem Renaissance-Sitznischenportal, im Kern 16. Jahrhundert, 1733 überformt, mit seitlicher großer Tordurchfahrt | 094 55418          | Baudenkmal     | Wohnhaus                     |
| Burgstraße 1 (Karte) | Rathaus Wettin               | Rathaus Wettin | 094 55432          | Baudenkmal     | Weitere Bilder               |
| Burgstraße 17 (Karte) | Wohnhaus                     | Massivbau aus der ersten Hälfte des 18. Jahrhunderts mit auffälligem Mansarddach | 094 55435          | Baudenkmal     | Wohnhaus                     |
| Burgstraße 2, 3, 4, 5 (Karte) | Burg Wettin                  | Burg | 094 55433          | Baudenkmal     | Weitere Bilder               |
| Burgstraße 21 (Karte) | Wohnhaus                     | An der Südwestecke des Markres gelegenes Wohnhaus aus dem 18. Jh., Ladeneinbau zur Burgstraße im 19. Jh., barockes Sandsteinportal während der Restaurierung 1995 vernichtet | 094 55434          | Baudenkmal     | Wohnhaus                     |
| Große Kirchgasse 3 (Karte) | Wohnhaus                     | Wohnhaus und Wirtschaftsgebäude aus dem Anfang des 17. Jahrhunderts, den Abschluss zweier auf den Kirchplatz mündender Gassen bildend, Traufseite mit reichem Fachwerkschmuck | 094 55423          | Baudenkmal     | Wohnhaus                     |
| Große Kirchgasse 4 (Karte) | Wohnhaus                     | Erbaut vermutlich Ende des 16. Jahrhunderts, Traufseite mit Fachwerkschmuck, die Giebelseite zum Kirchplatz platzbildprägend | 094 55424          | Baudenkmal     | Weitere Bilder               |
| Johannisstraße 10 (Karte) | Wohnhaus                     | Schmales Wohnhaus mit vorgeblendeter Schmuckfassade von 1902 | 094 55427          | Baudenkmal     | Wohnhaus                     |
| Johannisstraße 11 (Karte) | Wohnhaus                     | Wohn- und Geschäftshaus, bestehend aus zwei im stumpfen Winkel aufeinandertreffenden, ehemals selbständigen Gebäudeteilen, prägend für die Johannisstraße im Bereich der Einmündung in die Malzmache | 094 55426          | Baudenkmal     | Weitere Bilder               |
| Johannisstraße 12 (Karte) | Wohnhaus                     | Putzbau mit klassizistisch überformter Fassade und aufwendig dekoriertem Portal, Anfang des 19. Jahrhunderts | 094 55425          | Baudenkmal     | Wohnhaus                     |
| Könnernsche Straße Friedhof (Karte) | Grabstein                    | Zwei Grabplatten der Renaissance mit Relieffiguren eines Mannes und einer Frau und zwei barocke Grabplatten auf dem Stadtfriedhof | 094 55431          | Baudenkmal     | Grabstein                    |
| Könnernsche Straße 3 (Karte) | Pfarrhaus                    | Bau, der in großen Teilen des Stadtbrand von 1660 überstanden hat, Fenster mit Stabwerkrahmen, gewölbter Raum im Erdgeschoss | 094 55429          | Baudenkmal     | Pfarrhaus                    |
| Könnernsche Straße 5 (Karte) | Wohnhaus                     | Repräsentativer Bau aus der Mitte des 18. Jh. mit hohem Krüppelwalmdach, Eingangstür mit typischem barockem Oberlicht | 094 55430          | Baudenkmal     | Wohnhaus                     |
| Lange Reihe 1 (Karte) | Bergamt                      | Ehemaliges Bergamt, eingerichtet 1714 am Fuße der Burg und wichtiges kulturgeschichtliches Zeugnis des Wettiner Kohlebergbaus | 094 55442          | Baudenkmal     | Bergamt                      |
| Lange Reihe 2 (Karte) | Wohnhaus                     | Stattliches Wohnhaus mit Laden, um 1900 erbaut, Fassade mit reichem Terrakottaschmuck | 094 55441          | Baudenkmal     | Wohnhaus                     |
| Lange Reihe 31 (Karte) | Wohnhaus                     | Sogen. Schifferhaus, repräsentatives Wohnhaus mit auffallend reich geschmückter Fassade zur Saaleseite, Relief über der Eingangszone mit Schiff, Anker und Hermesstab, erbaut laut Inschrift 1913 | 094 55444          | Baudenkmal     | Weitere Bilder               |
| Malzmache 4 (Karte) | Wohnhaus                     | Kopfbau mit wichtiger städtebaulicher Funktion an Straßeneinmündung, im Kern aus dem 17. Jahrhundert, später überformt | 094 55438          | Baudenkmal     | Weitere Bilder               |
| Malzmache 13 (Karte) | Wohnhaus                     | Langgestreckter verputzter Fachwerkbau von neun Achsen in Traufstellung zur Straße, vermutlich um 1800 erbaut | 094 55439          | Baudenkmal     | Wohnhaus                     |
| Markt 1 (Karte) | Gasthof                      | Gasthof „Wettiner Hof“, ehemals „Preußischer Hof“ | 094 55413          | Baudenkmal     | Weitere Bilder               |
| Markt 3 (Karte) | Wohnhaus                     | Giebelständiges Renaissancewohnhaus als Eckgebäude zur Brauhausgasse an der Nordseite des Marktes | 094 55660          | Baudenkmal     | Wohnhaus                     |
| Markt 5 (Karte) | Wohnhaus                     | 1732 an der Nordseite des Marktes errichteter platzbildprägender Bau mit aufwendigen Portal- und Fensterrahmungen | 094 55414          | Baudenkmal     | Wohnhaus                     |
| Markt 10 (Karte) | Wohnhaus                     | Schlichter Bau in Traufstellung zum Markt, wohl Mitte des 18. Jahrhunderts entstanden | 094 55415          | Baudenkmal     | Wohnhaus                     |
| Markt 11 (Karte) | Wohnhaus                     | Wohnhaus Platzbildprägender breitgelagerter Bau an der Marktsüdseite, vermutlich Mitte des 18. Jahrhunderts erbaut | 094 55416          | Baudenkmal     | Weitere Bilder               |
| Mühlgasse (alt: Ernst-Thälmann-Straße) 14 (Karte) | Postamt                      | Postamt Dominante des die Altstadt begrenzenden Straßenzuges, Ziegelbau aus der Zeit um 1900, anstelle einer Wassermühle errichtet | 094 55428          | Baudenkmal     | Postamt                      |
| Mühlweg (alt: Mühlenweg) 26 (Karte) | Brennofen Mühlweg 26         | Brennofen Bis 1908 betriebener Ziegelkammerbrennofen, später durch Einbau von Zwischenböden für eine landwirtschaftliche Nutzung umgebaut. | 094 55445          | Baudenkmal     | Brennofen Mühlweg 26         |
| Mühlweg (alt:Mühlenweg) 28 (Karte) | Mühle                        | Pögritzmühle | 094 55446          | Baudenkmal     | Weitere Bilder               |
| Neue Schulstraße (alt: Schulstraße) 1 (Karte) | Schule                       | Schule 1931 errichteter Klinkerbau | 094 55447          | Baudenkmal     | Schule                       |
| Nikolaikirchplatz (Karte) | Kirche                       | St. Nikolai | 094 55419          | Baudenkmal     | Weitere Bilder               |
| Nikolaikirchplatz 1 (Karte) | Wohnhaus                     | Platzbildprägendes Wohnhaus in Giebelstellung zum Kirchplatz, vermutlich 18. Jahrhundert | 094 55420          | Baudenkmal     | Weitere Bilder               |
| Petersbrunnen 11 (Karte) | Wohnhaus                     | Wohnhaus Eckgebäude auf L-förmigem Grundriss, geprägt durch die Gestaltung der Fassade im späten 19. Jahrhundert mit Ladeneinbau und Veränderungen Anfang des 20. Jahrhunderts | 094 55440          | Baudenkmal     | Wohnhaus                     |
| Saalestraße (alt: Hallesche Straße 8) 7a (Karte) | Fabrikgebäude Saalestraße 7a | Fabrik Anfang des 19. Jahrhunderts errichtete zweigeschossige Zichorienfabrik | 094 55443          | Baudenkmal     | Fabrikgebäude Saalestraße 7a |
| Schleuse 1 Saale Der Schleusenwerder nur per Personenfähre zu erreichen (Karte) | Schleuse Wettin              | Schleuse | 094 97606          | Baudenkmal     | Schleuse Wettin              |

### Löbejün
| Lage | Bezeichnung                                                                                            | Beschreibung | Erfassungs- nummer | Ausweisungsart | Bild                                                                                                   |
| --- | --- | --- | ------------------ | -------------- | --- |
| Fuhneübergang im Norden der Stadt an der Grenze nach Anhalt-Bitterfeld vor Cattau (Karte) | Fuhneübergang bei Cattau                                                                               | Brücke 1885 als Ersatzneubau errichtete Brücke über die Fuhne | 094 56510          | Baudenkmal     | Weitere Bilder                                                                                         |
| (Karte) | Stadtmauer                                                                                             | Stadtmauer 1552 bis 1564 in 1700 Metern Länge aus Porphyrsteinen errichtet, in großen Teilen ihres Verlaufs zumeist in der Form des 18. Jahrhunderts erhalten | 094 55216          | Baudenkmal     | Weitere Bilder                                                                                         |
| An der Stadtmauer 1, 2, 3, 4, 5, 6, 7 Auf der Burg 1, 2, 3, 4, 4a, 5, 6, 7, 8, 9, 10, 11, 12, 13, 14 Löbejüner Burgstraße 1, 2, 2a, 2b, 3, 4, 5, 6, 7, 8, 9, (10), (11), (11a), 12, 13, 14, 15, 16, 17, (18), (19), (20), 21, 22, 23, 24, 25, 26, 27, 28, 29 Carl-Löwe-Straße 1, 2, 3, 4, 5, 6, 7, 8, 9, 10, 11, 12, 13 Doktorberg 1, 2, 2a, 3, 4, 5, 6, 7, 8, 9, 10, 11, 12, 13, 14, 15, 16, 17, 18 Rathausstraße 1, 2, 2a, 3, 4, 5, 6, 7, 8, 9, 10, 11, 12, 13, 14, 15, 16, 17, 18, 19, 20, 21, 22, 23, 24, 25, 26, 27, 28, 29, 30, 31, 32, 33 Hirtenberg 1, 2, 3, 4, 4a, 5, 6, 7 Hohe Warte 1, 2, 3, 4, 5, 6, 7, 8, 9 Judengasse 1, 2, 3, 4, 5, 6, 7, 8, 9, 10, 11, 11a, 12, 13, 14 Kämnitz 1, 2, 3, 4, 4a, 5, 6, 7, 8, 9, 10, 11, 12, 13, 14, 15, 16, 17, 18, 19, 20, 21 Kirchhof 1, 2a, 2b, 3, 4, 5 Kirchstraße Lange Straße 1, 2, 3, 4, 6, 7, 8, 9, 10, 11, 12, 13, 14, 15, 16, 17, 17a, 18, 19, 20, 21, (22), (23), 24, 24a, 25 Loßplatz 1, 2, 3, 4 Markt 1, 2, 3, 4, 5, 6, 7, 8, 9, 10 Marktstraße 1, 2, 3, 4, 5, 6, 7, 8, 9, (Karte) | Altstadt                                                                                               | Oberstadt mit Markt, Kirche, Löbejüner Burgstraße und Marktstraße; die Unterstadt vorrangig aus größeren Bauerngehöften bestehend; die Stadtmauer in wesentlichen Teilen erhalten, von ehemals vier Stadttoren noch das Hallesche Tor erhalten, von der frühen Fachwerkbebauung noch zwei Häuser, Porphyr dominiert als Material bis heute; die ein- bis zweigeschossige Bebauung des 17. bis 20. Jahrhundert zumeist schlicht, aber aufgewertet durch qualitätvolle Details wie Fenster und Türen | 094 55217          | Denkmalbereich | Altstadt                                                                                               |
| An der Stadtmauer 1, 14, Karl-Heyer-Straße 1, 18, Krosigker Straße 1, 2, Rathausstraße 19 (Karte) | Häusergruppe An der Stadtmauer 1, 14, Karl-Heyer-Straße 1, 18, Krosigker Straße 1, 2, Rathausstraße 19 | Häusergruppe Häusergruppe mit Postamt, direkt an das Hallesche Tor anschließende schlichte ein- und zweigeschossige Bebauung des 19. Jahrhunderts | 094 55231          | Denkmalbereich | Häusergruppe An der Stadtmauer 1, 14, Karl-Heyer-Straße 1, 18, Krosigker Straße 1, 2, Rathausstraße 19 |
| Anhalter Straße (Karte) | St. Cyriakus                                                                                           | Kapelle Hospitalkapelle St. Cyriakus | 094 55224          | Baudenkmal     | Weitere Bilder                                                                                         |
| Auf der Schanze 10 Weinberg (Karte) | Friedhof Löbejün                                                                                       | Friedhof | 094 55221          | Denkmalbereich | Weitere Bilder                                                                                         |
| Bahnhofstraße (Karte) | Kriegerdenkmal Löbejün                                                                                 | Kriegerdenkmal Denkmal Erster Weltkrieg | 094 55213          | Baudenkmal     | Kriegerdenkmal Löbejün                                                                                 |
| Löbejüner Burgstraße (alt: Burgstraße) 16 (Karte) | Wohnhaus                                                                                               | Wohnhaus Einer der wenigen frühen Fachwerkbauten in Löbejün, laut Inschrift um 1600 entstanden | 094 55225          | Baudenkmal     | Wohnhaus                                                                                               |
| Carl-Löwe-Straße 7 (Karte) | Brauerei                                                                                               | Brauerei 1614 errichtetes Löbejüner Brauhaus, stattlicher Bau in zentraler Platzlage, 1907 umgebaut | 094 55227          | Baudenkmal     | Brauerei                                                                                               |
| Hoffmannstraße 2 (Karte) | Villa Hoffmannstraße 2                                                                                 | Villa Gut proportionierter und für den Ort ungewöhnlich stattlicher Backsteinbau, errichtet Ende des 19. Jahrhunderts | 094 55234          | Baudenkmal     | Villa Hoffmannstraße 2                                                                                 |
| Karl-Heyer-Straße 12 (Karte) | Schützenhaus Löbejün                                                                                   | Vereinshaus Schützenhaus Löbejün | 094 55238          | Baudenkmal     | Schützenhaus Löbejün                                                                                   |
| Karl-Heyer-Straße 13a (Karte) | Villa Karl-Heyer-Straße 13a                                                                            | Villa 1908 erbautes Haus des Architekten Karl Paarsch, Innenausstattung aus der Erbauungszeit in wesentlichen Teilen erhalten | 094 55239          | Baudenkmal     | Villa Karl-Heyer-Straße 13a                                                                            |
| Kirchhof (Karte) | Sankt-Peter-Kirche                                                                                     | Kirche St. Peter, dreischiffige Hallenkirche, Chor von 1454, Langhaus 1485-1520, Turm von 1588/89 unter Verwendung älterer Teile, städtebauliche Dominante Löbejüns | 094 55215          | Baudenkmal     | Weitere Bilder                                                                                         |
| Kochstor 13 (Karte) | Wohnhaus Kochstor 13                                                                                   | Wohnhaus Stattlicher Bau aus der zweiten Hälfte des 19. Jahrhunderts, in städtebaulich bedeutsamer Lage | 094 55240          | Baudenkmal     | Wohnhaus Kochstor 13                                                                                   |
| Lange Straße 25 (Karte) | Wohnhaus Lange Straße 25                                                                               | Wohnhaus Gut proportioniertes zweigeschossiges Gebäude, mit Medaillons und Nischen mit Muschelbaldachinen, Mitte des 19. Jahrhunderts | 094 55241          | Baudenkmal     | Wohnhaus Lange Straße 25                                                                               |
| Loßplatz 1 (Karte) | Wohnhaus Loßplatz 1                                                                                    | Wohnhaus Bemerkenswertes eingeschossiges Wohnhaus auf hohem Bruchsteinsockel, entstanden vermutlich um 1800, Freitreppe aus Sandstein | 094 55243          | Baudenkmal     | Wohnhaus Loßplatz 1                                                                                    |
| Markt (Karte) | Carl-Loewe-Denkmal                                                                                     | Denkmal | 094 55247          | Kleindenkmal   | Weitere Bilder                                                                                         |
| Markt 1 (Karte) | Rathaus Löbejün                                                                                        | Wohnhaus ehemaliges Rathaus aus dem Jahr 1816 | 094 55245          | Baudenkmal     | Weitere Bilder                                                                                         |
| Markt 5 (Karte) | Wohnhaus                                                                                               | Wohnhaus | 094 77106          | Baudenkmal     | Wohnhaus                                                                                               |
| Markt 6 (Karte) | Wohnhaus                                                                                               | Wohnhaus | 094 77105          | Baudenkmal     | Wohnhaus                                                                                               |
| Merbitzer Berg (Karte) | Wasserwerk                                                                                             | Wasserwerk Kleiner zinnbekrönter Bruchsteinbau mit gotisierender Tür und Fenstern, errichtet 1908 | 094 55223          | Baudenkmal     | Wasserwerk                                                                                             |
| Plötzer Tor (Karte) | Denkmal für die erste deutsche Dampfmaschine bei Burgörner                                             | Denkmal Dampfzylinder, einzig erhalten gebliebener Teil der ersten deutschen Dampfmaschine, in Betrieb von 1785 bis 1794 auf dem König-Friedrich-Schacht Burgörner | 094 55251          | Baudenkmal     | Weitere Bilder                                                                                         |
| Plötzer Tor 1 (Karte) | Wohnhaus                                                                                               | Wohnhaus Gut proportionierter Bau von 1742 in unmittelbarer Nähe der Stadtkirche St. Peter | 094 55252          | Baudenkmal     | Wohnhaus                                                                                               |
| Plötzer Tor 1, 2, 3, 4, 5, 5a, 5b, 6, 7, 7a, 8, 8a, 9, 10, 11, 12 (Karte) | Straßenzug und Gedenkstein                                                                             | Ein- bis zweigeschossige regionaltypische Bebauung, nach 1852 außerhalb der Stadtmauer entstanden; Gedenkstein für Friedrich Schiller von 1955 | 094 55253          | Denkmalbereich | Weitere Bilder                                                                                         |
| Rathausstraße (alt: Hallesche Straße) (Karte) | Hallesches Tor                                                                                         | Stadttor | 094 55230          | Baudenkmal     | Weitere Bilder                                                                                         |
| Schillerstraße 13 (Karte) | Bauernhof                                                                                              | Bauernhof Charakteristisches Beispiel für Gehöfttyp der Region, Wohnhaus als einer der letzten erhaltenen Fachwerkbauten aus der Zeit um 1600 von besonderem Wert, Umbau 1. Hälfte des 19. Jahrhunderts | 094 55254          | Baudenkmal     | Bauernhof                                                                                              |
| Schulberg 7 (Karte) | Bauernhof Schulberg 7                                                                                  | Bauernhof Wohnhaus und ehemals Speicher mit Tordurchfahrt aus der Mitte des 18. Jahrhunderts in städtebaulich wichtiger Lage | 094 55262          | Baudenkmal     | Bauernhof Schulberg 7                                                                                  |

### Brachwitz
| Lage                                                | Bezeichnung | Beschreibung | Erfassungs- nummer | Ausweisungsart | Bild           |
| --------------------------------------------------- | ----------- | --- | ------------------ | -------------- | -------------- |
| (Karte)                                             | Kirche      | Kirche und Kirchhof St. Michael, einschiffiger Bau mit dreiseitigem Chorschluss und Westquerturm, um 1500 erbaut, auf dem Kirchhof zahlreiche barocke Grabsteine | 094 55349          | Baudenkmal     | Weitere Bilder |
| (Karte)                                             | Wasserwerk  | Bruchsteinbau mit einläufiger Freitreppe, Ende des 19. Jh. errichtet                                                                                             | 094 55351          | Baudenkmal     | Wasserwerk     |
| An der Eiche (Karte)                                | Denkmal     | Denkmal für die Opfer des Krieges von 1870/71, schlichter Inschriftstein auf Sockel                                                                              | 094 55047          | Baudenkmal     | Weitere Bilder |
| Fährstraße 1, 3, 4, 5, 6 Kirchplatz 1, 2, 3 (Karte) | Straßenzug  | Wohnhäuser und Gehöfte des 19. Jh. um den Kirchhof, Bauten des frühen 20. Jh. an der Fährstraße                                                                  | 094 55350          | Denkmalbereich | Weitere Bilder |
| Kirchplatz 2 (Karte)                                | Wohnhaus    | Klassizistischer Bau mit aufwendig gestalteter Fassade zum Kirchplatz                                                                                            | 094 55046          | Baudenkmal     | Weitere Bilder |
| Lerchenweg (Karte)                                  | Grabmal     | Grabdenkmal für Karl und Emilie Tarlatt | 094 97790          | Baudenkmal     | Grabmal        |
| Thomas-Müntzer-Straße 4 (Karte)                     | Gasthof     | Gasthof Zur Fähre, historischer Gasthof am Saaleübergang, 19. Jh., im Kern älter                                                                                 | 094 55352          | Baudenkmal     | Gasthof        |
| Thomas-Müntzer-Straße 6, 13, 15 (Karte)             | Straßenzug  | Ortstypische Wohn- und Wirtschaftsgebäude vorrangig des 19. Jh. an einem Platz an der Einmündung der Fährstraße in die Thomas-Müntzer-Straße                     | 094 55354          | Denkmalbereich | Weitere Bilder |

### Dalena
| Lage                                   | Bezeichnung                        | Beschreibung                                                                                                  | Erfassungs- nummer | Ausweisungsart | Bild                               |
| -------------------------------------- | ---------------------------------- | --- | ------------------ | -------------- | ---------------------------------- |
| (Karte)                                | Kriegerdenkmal Dalena              | Kriegerdenkmal Denkmal für die Gefallenen des 1. Weltkrieges mit der namentlichen Nennung von vier Gefallenen | 094 55097          | Baudenkmal     | Kriegerdenkmal Dalena              |
| Am Kirchberg (Karte)                   | St. Maria                          | Kirche Evangelische Kirche mit romanischem Westquerturm und Anfang des 19. Jahrhunderts erneuertem Saalbau    | 094 55098          | Baudenkmal     | Weitere Bilder                     |
| Am Kirchberg 1 (Karte)                 | Wohnhaus Am Kirchberg 1            | Wohnhaus Wohnhaus eines Vierseitenhofs in der Gestaltung aus der Zeit um 1800                                 | 094 55104          | Baudenkmal     | Wohnhaus Am Kirchberg 1            |
| Am Kirchberg 2 (Karte)                 | Wohnhaus Am Kirchberg 2            | Wohnhaus eingeschossiger Ziegelbau auf hohem Sockelgeschoss aus der zweiten Hälfte 19. Jahrhunderts           | 094 55103          | Baudenkmal     | Wohnhaus Am Kirchberg 2            |
| Am Kirchberg 5 (Karte)                 | Wohnhaus Am Kirchberg 5            | Wohnhaus eingeschossiges Gebäude mit hohem steilen Satteldach aus der Zeit um 1920/1930                       | 094 55101          | Baudenkmal     | Wohnhaus Am Kirchberg 5            |
| Hauptstraße 1, 2, 3, 4, 15, 16 (Karte) | Straßenzug Hauptstraße 1–4, 15, 16 | Straßenzug straßenbegleitende Bebauung aus der Zeit vom 18. bis 20. Jahrhundert                               | 094 55100          | Denkmalbereich | Straßenzug Hauptstraße 1–4, 15, 16 |

### Deutleben
| Lage                                                    | Bezeichnung | Beschreibung | Erfassungs- nummer | Ausweisungsart | Bild           |
| ------------------------------------------------------- | ----------- | --- | ------------------ | -------------- | -------------- |
| (Karte)                                                 | Kirche      | Dorfkirche St. Moritz, romanisierender Saalbau aus Porphyrmauerwerk erbaut 1846 nach einem Entwurf August Sollers von 1843, die breite Westfront mit Turm, halbkreisförmige Apsis, Kirchenschiff mit farbig gefasster Kassettendecke, Altarbild aus dem Jahre 1908 | 094 55005          | Baudenkmal     | Weitere Bilder |
| Deutlebener Dorfstraße (alt: Neutzer Straße) 14 (Karte) | Wohnhaus    | Stattlicher zweigeschossiger Bau über sieben Achsen, vermutlich 18. Jahrhundert, im späten 19. Jahrhundert überformt | 094 55007          | Baudenkmal     | Wohnhaus       |

### Dobis
| Lage | Bezeichnung                     | Beschreibung | Erfassungs- nummer | Ausweisungsart | Bild                           |
| --- | ------------------------------- | --- | ------------------ | -------------- | ------------------------------ |
| östlich von Dobis (Karte) | Haldenlandschaft bei Dobis      | Haldenlandschaft Östlich von Dobis landschaftsprägende kleine Halden, Belege des Kupferschieferbergbaus um 1600 | 094 56499          | Denkmalbereich | Haldenlandschaft bei Dobis     |
| (Karte) | Sankt-Johannis-Kirche           | Kirche Einschiffige, im Kern romanische Kirche | 094 55073          | Baudenkmal     | Weitere Bilder                 |
| (Karte) | Stollen                         | Stollen Sachzeuge des historischen Kupferschiefer- und Steinkohlenbergbaus, von 1697 bis 1893 Hauptentwässerungsstollen der umliegenden Reviere, übertägiges Stollenmundloch östlich von Dobis                                  | 094 56047          | Baudenkmal     | Weitere Bilder                 |
| An der Johanniskirche (alt: Kirchberg) 8 (Karte) | Bauernhof                       | Bauernhof Geschlossene, in ihrer Ursprünglichkeit erhaltene kleine Hofanlage des frühen 19. Jahrhunderts | 094 55074          | Baudenkmal     | Bauernhof                      |
| An der Johanniskirche (alt: Kirchberg) 11 (Karte) | Dorfschule Dobis                | Schule Dorfschule von 1837 mit späterem großem Klassenzimmeranbau, direkt an die Einfriedung des Kirchhofs angrenzend | 094 55075          | Baudenkmal     | Dorfschule Dobis               |
| An der Weißen Wand (alt: Bergstraße) 1 bis 14 An der Johanniskirche (alt: Kirchberg) 1 bis 12 Rothenburger Straße 1 bis 15, 16a, 16b, 17 bis 38 (Karte) | Ortskern                        | Ortskern >Gehöfte, die alte Schmiede, die Dorfschule, das Herrenhaus, der Gasthof ein geschlossenes dörfliches Ensemble bildend, vom Dorfplatz strahlenförmig ausgehende Straßen verweisen auf slawischen Ursprung der Siedlung | 094 55080          | Denkmalbereich | Ortskern                       |
| An der Weißen Wand (alt: Bergstraße) 14 (Karte) | Bauernhof                       | Bauernhof Bauernhof und Schmiede, um 1800 errichtet, zweistöckiges Wohnhaus mit Scheunen- und Stallanbau | 094 55079          | Baudenkmal     | Bauernhof                      |
| Rothenburger Straße 5 (Karte) | Wohnhaus Rothenburger Straße 5  | Wohnhaus Klassizistisches Wohnhaus aus der ersten Hälfte des 19. Jahrhunderts | 094 55077          | Baudenkmal     | Wohnhaus Rothenburger Straße 5 |
| Rothenburger Straße 6 (Karte) | Bauernhof                       | Bauernhof Stattliche Hofanlage an zentralem Platz, von Sandsteinmauer umfriedet, 19. Jahrhundert | 094 55076          | Baudenkmal     | Weitere Bilder                 |
| Rothenburger Straße 13 (Karte) | Wohnhaus Rothenburger Straße 13 | Wohnhaus Stattliches zweigeschossiges Herrenhaus in prägnanter Lage aus der ersten Hälfte des 19. Jahrhunderts | 094 55078          | Baudenkmal     | Weitere Bilder                 |

### Döblitz
| Lage | Bezeichnung    | Beschreibung                                                                                                   | Erfassungs- nummer | Ausweisungsart | Bild           |
| --- | -------------- | --- | ------------------ | -------------- | -------------- |
| Kastanienweg (Karte) | Kirche         | Rechteckbau (Ende des 12. Jh.) mit Westquerturm (Erste Hälfte des 13. Jh.), Schiff im 17. Jh. verändert        | 094 55059          | Baudenkmal     | Weitere Bilder |
| Kastanienweg (Alt: Dorfstraße) 7 (Karte) | Wohnhaus       | Ursprünglich erhaltener, zweigeschossiger Ziegelbau auf Bruchsteinsockel, erbaut 1887                          | 094 55062          | Baudenkmal     | Wohnhaus       |
| Kastanienweg (alt: Dorfstraße) 8 (alt: 26) Saalebogen (alt: Dorfstraße) 23 (alt: 42) Saalebogen (alt: Dorfstraße) 24 (alt: 40) Saalebogen (alt: Dorfstraße) 5 (alt: 27) Sonnenberg (alt: Dorfstraße) 1 (alt: 22) Sonnenberg (alt: Dorfstraße) 2 (alt: 50) Tanneneck (alt: Dorfstraße) 5 (alt: 33) (Karte) | Anger          | Dorfanger mit Wohnhäusern und Wirtschaftsgebäuden, Gutshaus, Schmiede, Schule und Backhaus                     | 094 55060          | Denkmalbereich | Anger          |
| Saalebogen (Karte) | Denkmal        | Denkmal für die Gefallenen des 1. Weltkrieges am Dorfteich                                                     | 094 55058          | Baudenkmal     | Denkmal        |
| Saalebogen (Karte) | Kriegerdenkmal | Denkmal für die Gefallenen im Krieg 1870/71, Germania auf Postament auf hoher Säule mit korinthischem Kapitell | 094 55057          | Baudenkmal     | Weitere Bilder |
| Saalering (alt: Dorfstraße) 2 (alt: 11) (Karte) | Bauernhof      | Sehr kleines regionaltypisches Bauerngehöft auf L-förmigen Grundriss, 1. Hälfte des 19. Jahrhunderts           | 094 55061          | Baudenkmal     | Bauernhof      |

### Domnitz
| Lage                                                                 | Bezeichnung                              | Beschreibung | Erfassungs- nummer | Ausweisungsart | Bild                                     |
| -------------------------------------------------------------------- | ---------------------------------------- | --- | ------------------ | -------------- | ---------------------------------------- |
| (Karte)                                                              | Kriegerdenkmal Domnitz                   | Kriegerdenkmal Für die Gefallenen des Ersten Weltkriegs errichtetes Denkmal aus Porphyr | 094 55114          | Baudenkmal     | Kriegerdenkmal Domnitz                   |
| Alte Hallesche Straße (alt: Hallesche Straße) 1, 2, 3 B 6 (Karte)    | Chausseehaus                             | Chausseehaus | 094 97861          | Baudenkmal     | Chausseehaus                             |
| Alte Hallesche Straße (alt: Hallesche Straße) 12 (Karte)             | Scheune Alte Hallesche Straße 12         | Scheune Scheune und Stall aus der zweiten Hälfte des 19. Jahrhunderts | 094 55113          | Baudenkmal     | Weitere Bilder                           |
| Alte Löbejüner Straße (alt: Löbejüner Straße) 14, 15, 16, 17 (Karte) | Häusergruppe Alte Löbejüner Straße 14–17 | Häusergruppe Bauliches Ensemble, bestehend aus kleinen, wohl Mitte des 19. Jahrhunderts erbauten Gehöften und anspruchsvollem Wohnhaus mit Kolonialwarenhandlung und Tischlerei vom Anfang des 20. Jahrhunderts                                                                                    | 094 55117          | Denkmalbereich | Häusergruppe Alte Löbejüner Straße 14–17 |
| An der Technik 2 (Karte)                                             | Gutshaus                                 | Gutshaus Großes zweigeschossiges Wohnhaus mit Tordurchfahrt, laut Inschrift auf über der Pforte angebrachtem Relief 1837 errichtet | 094 55095          | Baudenkmal     | Weitere Bilder                           |
| Clara-Zetkin-Straße 1 (Karte)                                        | Bauernhof Clara-Zetkin-Straße 1          | Bauernhof Kleine Hofanlage von 1878, Wohnhaus mit zweiflügliger Eingangstür und hölzernem Vorbau | 094 55096          | Baudenkmal     | Bauernhof Clara-Zetkin-Straße 1          |
| Dalenaer Straße 8 (Karte)                                            | Bauernhof                                | Bauernhof Ehemaliger Klosterhof des Klosters Gerbstedt, große Hofanlage bestehend aus Gutshaus von 1848/49, mehreren Stall- und Scheunenbauten aus der 2. Hälfte des 19. Jh., Turm aus dem 16. Jh. mit Fachwerkobergeschoss und geschweifter Haube mit Laterne, Turm von Scheune umbaut und erhöht | 094 55099          | Baudenkmal     | Bauernhof                                |
| Mittelstraße 8 (Karte)                                               | Wohnhaus Mittelstraße 8                  | Wohnhaus Schmuckloser, um 1800 errichteter zweigeschossiger Bau, direkt an den ehemaligen Gutshof grenzend | 094 55119          | Baudenkmal     | Wohnhaus Mittelstraße 8                  |
| Mittelstraße 13 (Karte)                                              | St. Johannes der Täufer                  | Kirche St. Johannes, Saalkirche mit Westquerturm aus der 2. Hälfte des 12. Jahrhunderts, das spätgotische Schiff 1684 überformt | 094 55094          | Baudenkmal     | Weitere Bilder                           |

### Dornitz
| Lage                                               | Bezeichnung                     | Beschreibung | Erfassungs- nummer | Ausweisungsart | Bild                            |
| -------------------------------------------------- | ------------------------------- | --- | ------------------ | -------------- | ------------------------------- |
| (Karte)                                            | Kirche                          | Kirche Saalkirche aus Bruchstein mit Westquerturm aus der 1. Hälfte des 13. Jh., das Schiff 1714 umgebaut, qualitätvolle Innenausstattung | 094 55105          | Baudenkmal     | Weitere Bilder                  |
| An der Langen Straße (alt: Lange Straße) 1 (Karte) | Wohnhaus                        | Wohnhaus Anspruchsvolles zweigeschossiges Wohnhaus dicht neben der Kirche und dem Kirchhof gelegen, erbaut laut Inschrifttafel 1818       | 094 55112          | Baudenkmal     | Wohnhaus                        |
| An der Langen Straße (alt: Lange Straße) 3 (Karte) | Dorfschule Dornitz              | Schule Ende des 19. Jahrhunderts nahe der Kirche entstandener Schulkomplex                                                                | 094 55111          | Baudenkmal     | Weitere Bilder                  |
| An der Langen Straße (alt: Lange Straße) 4 (Karte) | Wohnhaus An der Langen Straße 4 | Wohnhaus 1937/1938 an der Stelle des alten Gutshauses errichtetes Wohngebäude                                                             | 094 55110          | Baudenkmal     | Wohnhaus An der Langen Straße 4 |
| An der Langen Straße (alt: Lange Straße) 6 (Karte) | Wohnhaus                        | Wohnhaus | 094 55109          | Baudenkmal     | BW                              |
| Im Winkel 1, 3 (Karte)                             | Straßenzug                      | Straßenzug Anspruchsvolle Bebauung des späten 19. Jahrhunderts, verputzte Bruchsteinbauten, zwischen den Wohnhäusern Wiesenflächen        | 094 55106          | Denkmalbereich | Straßenzug                      |
| Könnernsche Straße 10, 11 (Karte)                  | Häusergruppe                    | Häusergruppe | 094 55107          | Denkmalbereich | BW                              |

### Dößel
| Lage                                               | Bezeichnung    | Beschreibung | Erfassungs- nummer | Ausweisungsart | Bild           |
| -------------------------------------------------- | -------------- | --- | ------------------ | -------------- | -------------- |
| (Karte)                                            | Betstube       | Betstube Bauliche Reste einer ehemaligen Betstube, Bruchsteinmauerwerk, Zeugnis des regionalen Steinkohlenbergbaus, 18. Jahrhundert                          | 094 56501          | Baudenkmal     | Betstube       |
| (Karte)                                            | Kirche         | Kirche Einschiffiger Bau mit Westquerturm, im Kern 2. Hälfte des 12. Jahrhunderts, das Schiff um 1500 verlängert, u. a. 1908 An- und Umbauten                | 094 55081          | Baudenkmal     | Weitere Bilder |
| (Karte)                                            | Kriegerdenkmal | Kriegerdenkmal Denkmal für die Gefallenen des Ersten Weltkriegs                                                                                              | 094 55089          | Baudenkmal     | Kriegerdenkmal |
| (Karte)                                            | Schmiede       | Schmiede | 094 56500          | Baudenkmal     | BW             |
| Alte Kohlenstraße (alt: Wettiner Straße) 4 (Karte) | Wohnhaus       | Schlichter eingeschossiger Fachwerkbau mit Ziegelausfachung und Verputz, Ende des 19. Jahrhunderts                                                           | 094 55091          | Baudenkmal     | Wohnhaus       |
| Alter Postweg (alt: Poststraße) 1 (Karte)          | Bauernhof      | Gehöft in zentraler Lage, bestehend aus Schmiede, um 1800 entstandenen altem und 1911 erbautem neuen Wohnhaus sowie Scheune                                  | 094 55085          | Baudenkmal     | Bauernhof      |
| Am Teich 1 (Karte)                                 | Mühle          | Mühle und Wohnhaus, schlichtes Mühlengehöft aus der 2. Hälfte des 19. Jahrhunderts                                                                           | 094 55071          | Baudenkmal     | BW             |
| Buschweg 1 (Karte)                                 | Wohnhaus       | Langgestrecktes Wohnhaus mit anschließendem, aus Bruchstein gemauerten Hofeingang, um 1800 entstanden                                                        | 094 55072          | Baudenkmal     | Wohnhaus       |
| Hamstergasse 1 (Karte)                             | Wohnhaus       | An einer Straßengabelung gegenüber dem Gasthof gelegenes schlichtes Wohnhaus aus der 2. Hälfte des 19. Jahrhunderts                                          | 094 55082          | Baudenkmal     | BW             |
| Parkstraße 1 (Karte)                               | Wohnhaus       | Prägnanter, gut gegliederter Backsteinbau von 1899, vor dem Haus Inschrift aus verschiedenfarbigen Granitpflastersteinen                                     | 094 55083          | Baudenkmal     | Wohnhaus       |
| Parkstraße 3 (Karte)                               | Gutshaus       | Stattliches Herrenhaus aus der 2. Hälfte des 19. Jahrhunderts, vom angrenzenden Gutspark nur noch geringe Reste erkennbar                                    | 094 55084          | Baudenkmal     | BW             |
| Straße des Friedens 1 (Karte)                      | Gasthaus       | In der 2. Hälfte des 19. Jahrhunderts errichteter Bau, etwa 1900 um einen Saalbau erweitert                                                                  | 094 55090          | Baudenkmal     | Gasthaus       |
| Straße des Friedens 5, 8 (Karte)                   | Häusergruppe   | An einer Straßengabelung befindliche traufständige Bauten, beeindruckend der große Stallbau aus Porphyr, errichtet Ende des 19., Anfang des 20. Jahrhunderts | 094 55086          | Denkmalbereich | Häusergruppe   |
| Straße des Friedens 6, 7 (Karte)                   | Häusergruppe   | Schlichte Wohnhäuser mit kleinen Stall- und Scheunenanbauten, entstanden um 1820                                                                             | 094 55088          | Denkmalbereich | BW             |
| Straße des Friedens 10 (Karte)                     | Schule         | 1901 errichteter, neben Kirche und Kirchhof gelegener Schulbau                                                                                               | 094 55087          | Baudenkmal     | Schule         |

### Friedrichsschwerz
| Lage | Bezeichnung    | Beschreibung | Erfassungs- nummer | Ausweisungsart | Bild           |
| --- | -------------- | --- | ------------------ | -------------- | -------------- |
| Coloniestraße (alt: Dorfstraße) (Karte)                                                                        | Kriegerdenkmal | Denkmal für die Opfer des 1. Weltkrieges mit einer Zusatztafel für die Gefallenen des 2. Weltkrieges | 094 55661          | Baudenkmal     | Weitere Bilder |
| Coloniestraße (alt: Dorfstraße) 4, 5, 5a, 6 bis 14, 14a, 15, 16, 18, 20, 24, 26, 28 bis 31, 33 bis 40, (Karte) | Kolonie        | Colonia Friedrichsschwerz, 1769 anstelle einer Vorgängersiedlung auf Befehl Friedrichs II. als Kolonie für Pfälzer Familien angelegt, in der Hauptsache wurden jedoch Familien aus Mitteldeutschland angesiedelt, die 1883 erbaute Kirche wurde 1970 abgerissen | 094 55045          | Denkmalbereich | Weitere Bilder |

### Gimritz
| Lage                                                                               | Bezeichnung        | Beschreibung                                                          | Erfassungs- nummer | Ausweisungsart | Bild           |
| ---------------------------------------------------------------------------------- | ------------------ | --------------------------------------------------------------------- | ------------------ | -------------- | -------------- |
| (Karte)                                                                            | Sankt-Georg-Kirche | Die evangelische Kirche entstand im Jahr 1847 im Stil der Neoromanik. | 094 55122          | Baudenkmal     | Weitere Bilder |
| Am Spielberg 1, 2 Hauptstraße 6, 7, 8, 9, 10, 14 (Karte)                           | Straßenzug         |                                                                       | 094 55121          | Denkmalbereich | Straßenzug     |
| Gimritzer Hauptstraße 16, 17, 18, Kirchberg 14, 15, Wettiner Straße 10, 12 (Karte) | Häusergruppe       |                                                                       | 094 55556          | Denkmalbereich | Häusergruppe   |
| Kirchberg 12 (Karte)                                                               | Pfarrhaus          | barockes Pfarrhaus aus dem Jahr 1755, heute als Wohnhaus genutzt      | 094 55558          | Baudenkmal     | Pfarrhaus      |
| Kirchberg 14 (Karte)                                                               | Bauernhof          | Webersches Gut                                                        | 094 55557          | Baudenkmal     | Bauernhof      |
| Mühlberg am Weg von Morl OT Beidersee nach Gimritz (Karte)                         | Wegweiserstein     |                                                                       | 094 76873          | Kleindenkmal   | Wegweiserstein |

### Görbitz
| Lage    | Bezeichnung | Beschreibung | Erfassungs- nummer | Ausweisungsart | Bild           |
| ------- | ----------- | ------------ | ------------------ | -------------- | -------------- |
| (Karte) | Kirche      |              | 094 55275          | Baudenkmal     | Weitere Bilder |

### Kösseln
| Lage    | Bezeichnung | Beschreibung | Erfassungs- nummer | Ausweisungsart | Bild           |
| ------- | ----------- | ------------ | ------------------ | -------------- | -------------- |
| (Karte) | Kirche      |              | 094 55484          | Baudenkmal     | Weitere Bilder |

### Lettewitz
| Lage                                                      | Bezeichnung    | Beschreibung                    | Erfassungs- nummer | Ausweisungsart | Bild           |
| --------------------------------------------------------- | -------------- | ------------------------------- | ------------------ | -------------- | -------------- |
| (Karte)                                                   | Kirche         |                                 | 094 55276          | Baudenkmal     | Weitere Bilder |
| (Karte)                                                   | Kriegerdenkmal | Kriegerdenkmal Erster Weltkrieg | 094 55021          | Baudenkmal     | Weitere Bilder |
| (Karte)                                                   | Pumpe          |                                 | 094 55025          | Baudenkmal     | Pumpe          |
| Teichstraße 15 (Karte)                                    | Gutshaus       |                                 | 094 55023          | Baudenkmal     | Gutshaus       |
| Teichstraße 20, 28 (Karte)                                | Bauernhof      |                                 | 094 55024          | Denkmalbereich | BW             |
| Wettiner Straße 10, 13, 17, 18, 20 bis 25, 28, 29 (Karte) | Straßenzug     |                                 | 094 55022          | Denkmalbereich | BW             |
| Wettiner Straße 17 (Karte)                                | Bauernhof      |                                 | 094 55020          | Baudenkmal     | Bauernhof      |
| Wettiner Straße 18 (Karte)                                | Bauernhof      |                                 | 094 55019          | Baudenkmal     | Bauernhof      |

### Merbitz
| Lage                                                                   | Bezeichnung | Beschreibung | Erfassungs- nummer | Ausweisungsart | Bild           |
| ---------------------------------------------------------------------- | ----------- | ------------ | ------------------ | -------------- | -------------- |
| (Karte)                                                                | Wegweiser   |              | 094 98135          | Kleindenkmal   | BW             |
| Straße am Gutshof (alt: Krosigker Straße) 2 (Karte)                    | Wohnhaus    |              | 094 55496          | Baudenkmal     | BW             |
| Straße am Gutshof (alt: Krosigker Straße) 13 Auf dem Rittergut (Karte) | Kirche      |              | 094 77110          | Baudenkmal     | Kirche         |
| Straße am Gutshof (alt: Krosigker Straße) 13 (Karte)                   | Rittergut   |              | 094 55495          | Baudenkmal     | Weitere Bilder |

### Mücheln
| Lage                                                                                        | Bezeichnung       | Beschreibung | Erfassungs- nummer | Ausweisungsart | Bild           |
| ------------------------------------------------------------------------------------------- | ----------------- | --- | ------------------ | -------------- | -------------- |
| (Karte)                                                                                     | Kirche            | Templerkapelle Unser Lieben Frauen | 094 55388          | Baudenkmal     | Weitere Bilder |
| (Karte)                                                                                     | Kirche St. Marien | Die ehemalige, 1780 errichtete barocke Kirche verfiel im 20. Jahrhundert, heute als Wohnhaus genutzt | 094 55389          | Baudenkmal     | Weitere Bilder |
| Gimritzer Weg (alt: Gimritzer Straße) 1, 2, 3 Lettewitzer Straße 20, 21, 23, 24, 25 (Karte) | Gutshof           | Ehemaliges Rittergut mit Wohn- und Wirtschaftsbauten des 17. bis 19. Jahrhundert, sogen. Templerhof, zum Denkmalbereich gehören auch die Brückenpfeiler und der Bahndamm der stillgelegten Linie Wallwitz–Wettin | 094 55390          | Denkmalbereich | Weitere Bilder |

### Nauendorf
| Lage | Bezeichnung    | Beschreibung | Erfassungs- nummer | Ausweisungsart | Bild           |
| --- | -------------- | --- | ------------------ | -------------- | -------------- |
| (Karte) | Kirche         | Kirche St. Wenzel, einschiffiger Bruchsteinbau mit eingezogenem Chor und Westquerturm des 13. Jh., 1906 Schiff neu ausgeführt sowie Chor und Turm verändert | 094 55499          | Baudenkmal     | Weitere Bilder |
| (Karte) | Kriegerdenkmal | Obelisk mit Inschrift für die Gefallenen des Ersten Weltkriegs                                                                                              | 094 55500          | Baudenkmal     | Weitere Bilder |
| B6 (heute L50) (Karte)                                                                                               | Distanzstein   | Sandsteinobelisk im Straßengraben an der L50 (früher B6), ehemals Magdeburg-Leipziger Chaussee, errichtet um 1880                                           | 094 55665          | Kleindenkmal   | Weitere Bilder |
| An der Hauptstraße (alt: Hauptstraße) 2, 3, 4a, 4c, 5 bis 13 Sommerweg 1 bis 8 Wilhelm-Külz-Platz 1, 2, 7, 8 (Karte) | Straßenzug     | Zwei parallel verlaufende Straßenzüge, dazwischen zwei große Gehöfte und Gasthof, Bebauung im Wesentlichen im 19. Jh., bemerkenswert die erhaltene Pumpe    | 094 55498          | Denkmalbereich | Straßenzug     |
| Wilhelm-Külz-Platz 5 (Karte)                                                                                         | Pfarrhaus      | Erbaut 1858 in einem weitläufigen Pfarrgarten unmittelbar neben Kirche und Friedhof                                                                         | 094 55501          | Baudenkmal     | Pfarrhaus      |

### Neutz
| Lage | Bezeichnung                      | Beschreibung | Erfassungs- nummer | Ausweisungsart | Bild                             |
| --- | -------------------------------- | --- | ------------------ | -------------- | -------------------------------- |
| Am Berg 24 (Karte)                                                                                          | Dorfkirche Neutz                 | Kirche einschiffiger Saalbau mit Westquerturm, um 1180 entstanden, an der Südseite qualitätvolles romanisches Rundbogenportal mit Tympanon, neben Portal sogen. Schalen- oder Näpfchenstein      | 094 55277          | Baudenkmal     | Weitere Bilder                   |
| Am Berg 26 bis 29, 30 Hallesche Straße 12 bis 17, 21, 29, 30, 33 bis 36, 38, 39,(41) Ortsdurchfahrt (Karte) | Ortskern                         | Gewachsenes dörfliches Ensemble mit qualitätvoller Bebauung des 18. und 19. Jh. | 094 55009          | Denkmalbereich | Weitere Bilder                   |
| Am Berg 28 (Karte)                                                                                          | Schule                           | Ehemalige Dorfschule, schlichter eingeschossiger Bau aus der Zeit um 1800 | 094 55014          | Baudenkmal     | Schule                           |
| Am Berg 30 (Karte)                                                                                          | Wohnhaus                         | Schlichter, ehemals zweigeschossiger Bau (umgebaut) unmittelbar an den Kirchhof anschließend, Ende des 18. Jh. errichtet                                                                         | 094 55012          | Baudenkmal     | Wohnhaus                         |
| Am Berg 34 (Karte)                                                                                          | Gasthof                          | Gasthof Grüne Tanne, fast ursprünglich erhaltener stattlicher Gasthof aus Anfang des 19. Jh., seitlicher Saalanbau an der Halleschen Straße aus Ziegelmauerwerk wohl 2. Hälfte des 19. Jh.       | 094 55015          | Baudenkmal     | Weitere Bilder                   |
| Hallesche Straße 11 (Karte)                                                                                 | Gutshaus Hallesche Straße 11     | Gutshaus Um 1910 errichteter eindrucksvoller Bau mit steilem, durch zahlreiche Gaupen belebtem Walmdach, Fassade mit Erker und verschiedenen Fensterformaten                                     | 094 55018          | Baudenkmal     | Gutshaus Hallesche Straße 11     |
| Hallesche Straße 13 (Karte)                                                                                 | Wohnhaus                         | Wohnhaus Stattliches Wohnhaus einer großen Hofanlage, inschriftlich 1742, repräsentative Eingangstür aus der Zeit um 1800                                                                        | 094 55010          | Baudenkmal     | Weitere Bilder                   |
| Hallesche Straße 3, 7, 8 (Karte)                                                                            | Gutshaus und Wohnhaus            | Gutshaus (Nr. 7/8) langgestreckter zweigeschossiger Bau mit Krüppelwalmdach; Wohnhaus des Gutsverwalters (Nr. 3) schlichter zweigeschossiger Bau mit Satteldach, beide aus der Mitte des 19. Jh. | 094 55016          | Denkmalbereich | Gutshaus und Wohnhaus            |
| Hallesche Straße 41 (Karte)                                                                                 | Schmiede                         | Schmiede Ehemalige Dorfschmiede mit Laubengang, 1765 inschriftlich, Anfang des 20. Jh. umgebaut                                                                                                  | 094 55011          | Baudenkmal     | Weitere Bilder                   |
| Siedlung 18, 19, 23 (Karte)                                                                                 | Häusergruppe Siedlung 18, 19, 23 | Häusergruppe Teil einer 1950 entstandenen Neubauernsiedlung, relativ ungestört erhalten | 094 55017          | Denkmalbereich | Häusergruppe Siedlung 18, 19, 23 |

### Neutz-Lettewitz
| Lage | Bezeichnung  | Beschreibung                                                                                                   | Erfassungs- nummer | Ausweisungsart | Bild         |
| --- | ------------ | --- | ------------------ | -------------- | ------------ |
| An der L 50 (alt: Bundesstraße 6), Kreuzungspunkt der Straßen Wettin/Neutz und Merbitz/Löbejün, Abzweig nach Neutz (Karte) | Gasthaus     | Gasthaus „Zum weißen Roß“                                                                                      | 094 98136          | Baudenkmal     | BW           |
| An der L 50 (alt: An der B 6)                                                                                              | Distanzstein | | 094 56044          | Kleindenkmal   |              |
| An der L 50 (alt: An der B 6) (Karte)                                                                                      | Distanzstein | Preußischer Viertelmeilenwürfel (0235) an der L 50 nahe Abzweig Lettewitz                                      | 094 56045          | Kleindenkmal   | Distanzstein |
| L 50 (alt: B 6) Parkplatz des Gasthofs „Sattelhof“ (Karte)                                                                 | Distanzstein | Distanzstein „Halbmeilenstein bei Domnitz“, östlich von Neutz als Parkplatzbegrenzung am Landgasthof Sattelhof | 094 98577          | Kleindenkmal   | Distanzstein |

### Plötz
| Lage                                          | Bezeichnung    | Beschreibung                        | Erfassungs- nummer | Ausweisungsart | Bild         |
| --------------------------------------------- | -------------- | ----------------------------------- | ------------------ | -------------- | ------------ |
| (Karte)                                       | Halde          | Steinkohlenschachthalde Carl Moritz | 094 55036          | Baudenkmal     | Halde        |
| Carl-Moritz-Straße 8 (Karte)                  | Förderanlage   | Fördermaschinenhaus                 | 094 97611          | Baudenkmal     | BW           |
| Im Winkel 1, 2 Schulstraße 11, 12, 13 (Karte) | Häusergruppe   |                                     | 094 55482          | Denkmalbereich | Häusergruppe |
| Kreisstraße, Friedhof (Karte)                 | Kriegerdenkmal | 2018 als Kleindenkmal ausgewiesen   | 094 77134          | Kleindenkmal   | BW           |

### Priester
| Lage                                                             | Bezeichnung | Beschreibung | Erfassungs- nummer | Ausweisungsart | Bild |
| ---------------------------------------------------------------- | ----------- | --- | ------------------ | -------------- | --- |
| (Karte)                                                          | Kirche      | Bruchsteinbau des 13. Jh., Umbau 1861, zahlreiche barocke Grabsteine auf dem Friedhof                                         | 094 55497          | Baudenkmal     | Weitere Bilder |
| Alte Dorfstraße (alt: Dorfstraße) Platz der Freundschaft (Karte) | Denkmal     | Zum 30. Gründungsjahr der LPG „Friedenshort“ 1982 aufgestellte Reliefs von Martin Wetzel zum Leben und Arbeiten auf dem Lande | 094 55272          | Baudenkmal     | [[Vorlage:Bilderwunsch/code!/C:51.597654,11.89788!/D:Alte Dorfstraße (alt: Dorfstraße) Platz der Freundschaft,!/\|BW]] |

### Rothenburg
| Lage                                                        | Bezeichnung       | Beschreibung | Erfassungs- nummer | Ausweisungsart | Bild           |
| ----------------------------------------------------------- | ----------------- | --- | ------------------ | -------------- | -------------- |
| (Karte)                                                     | Kirche            | St. Marien Rothenburg | 094 55151          | Baudenkmal     | Weitere Bilder |
| Burgberg (Karte)                                            | Schifffahrtssäule | Zeugnis der Saaleschifffahrt, oberhalb der Saale befindliche und weithin sichtbare Schifffahrtssäule mit Wetterfahne von 1820                                                | 094 55314          | Baudenkmal     | Weitere Bilder |
| Gelände Werk II (Karte)                                     | Schloss           | Sogen. Altes Schloss, auch „Langes Gebäude“, 1594 errichtet, 1690 Schenkung an Schiefergewerkschaft, von 1772 bis 1815 Königlich Magdeburgisch-Halberstädtisches Oberbergamt | 094 55317          | Baudenkmal     | BW             |
| Am Amtsberg 1 (Karte)                                       | Bauernhof         | | 094 77092          | Baudenkmal     | BW             |
| Am Wettiner Weg (alt: Wettiner Straße) 4, 5, 14, 15 (Karte) | Straßenzug        | Ansteigender Straßenzug mit Porphyrpflaster und einseitig befestigter Böschung, schlichte eingeschossige Wohnhäuser des 18. Jh.                                              | 094 55181          | Denkmalbereich | Straßenzug     |
| An der Schule 3, 4 Friedhof (Karte)                         | Häusergruppe      | Gewachsenes bauliches Ensemble am Fuße des Kirchhügels | 094 55167          | Denkmalbereich | Häusergruppe   |
| August-Bebel-Straße 1 bis 12 (Karte)                        | Straßenzug        | Ehemals Kupferhammerstraße, Wohnplatz für die Arbeiterschaft des Kupferschieferbergbaus und der Schmelzhütte im 17. und 18. Jh.                                              | 094 77089          | Denkmalbereich | Weitere Bilder |
| August-Bebel-Straße 3, 4, 5, 6 (Karte)                      | Arbeiterhaus      | | 094 77090          | Baudenkmal     | Arbeiterhaus   |
| August-Bebel-Straße 12 (Karte)                              | Bauernhof         | | 094 77091          | Baudenkmal     | Bauernhof      |
| Friedensstraße (Karte)                                      | Denkmal           | Gedenkstein für die Opfer des Faschismus, Porphyrquader mit Inschrift RUHM & EHRE DEN OPFERN DES FASCHISMUS als Zentrum einer kleinen Anlage                                 | 094 55662          | Baudenkmal     | Denkmal        |
| Friedensstraße (Karte)                                      | Denkmal           | Plastik „Der Neuerer“ von Wolfgang Dreysse, 1979 vor der Pforte des Drahtseilwerkes aufgestellt                                                                              | 094 55663          | Baudenkmal     | Denkmal        |
| Friedensstraße 10 (Karte)                                   | Wohnhaus          | | 094 55182          | Baudenkmal     | BW             |
| Friedensstraße 21 (Karte)                                   | Hüttenwerk        | Produktionsgebäude der Rothenburger Kupferhütte, ehem. Prinz Carlshütte, stattlicher Sandsteinbau von 1844                                                                   | 094 56046          | Baudenkmal     | BW             |
| Friedensstraße 46 (Karte)                                   | Wohnhaus          | 1927/28 als Kinderheim errichtetes Gebäude, später Betriebsambulatorium, mit Schmuckfassade und Freitreppe, hofseitig Veranda                                                | 094 55183          | Baudenkmal     | Wohnhaus       |

### Schlettau
| Lage | Bezeichnung | Beschreibung | Erfassungs- nummer | Ausweisungsart | Bild           |
| --- | ----------- | ------------ | ------------------ | -------------- | -------------- |
| (Karte) | Kirche      | St. Marien   | 094 55256          | Baudenkmal     | Weitere Bilder |
| Breiter Weg 1 (Karte)                                                                                                | Schule      |              | 094 55259          | Baudenkmal     | BW             |
| Schlettauer Bergstraße (alt: Bergstraße) 4, 5, 6, 12 Schlettauer Hauptstraße (alt: Hauptstraße) 3, 4, 14, 15 (Karte) | Platz       |              | 094 55258          | Denkmalbereich | Platz          |
| Schlettauer Bergstraße (alt: Bergstraße) 7 (Karte)                                                                   | Villa       |              | 094 55257          | Baudenkmal     | BW             |
| Schlettauer Bergstraße (alt: Bergstraße) 8 (Karte)                                                                   | Wohnhaus    |              | 094 55260          | Baudenkmal     | BW             |
| Schlettauer Hauptstraße (alt: Hauptstraße) 7 (Karte)                                                                 | Bauernhof   |              | 094 55261          | Baudenkmal     | BW             |

### Wettin, Dobis, Dößel, Neutz-Lettewitz
| Lage    | Bezeichnung | Beschreibung | Erfassungs- nummer | Ausweisungsart | Bild |
| ------- | ----------- | ------------ | ------------------ | -------------- | ---- |
| (Karte) | Halde       |              | 094 56498          | Denkmalbereich | BW   |

### Zaschwitz
| Lage                                      | Bezeichnung | Beschreibung | Erfassungs- nummer | Ausweisungsart | Bild           |
| ----------------------------------------- | ----------- | --- | ------------------ | -------------- | -------------- |
| (Karte)                                   | Kirche      | Einschiffiger Bruchsteinbau mit Dachreiter, 1. Hälfte des 18. Jh., an der äußeren Südwand barocke Grabstele                                                         | 094 55391          | Baudenkmal     | Weitere Bilder |
| Am Ring 2 (Karte)                         | Bauernhof   | Wohnung und Scheune eines Gehöfts, 2. Hälfte des 18. Jh. | 094 55393          | Baudenkmal     | BW             |
| Am Ring 3 (Karte)                         | Schule      | Umgestalteter ehemaliger Schulbau, entstanden vermutlich um 1800, eingeschossiger Bau mit abgewalmtem Mansarddach                                                   | 094 55398          | Baudenkmal     | Schule         |
| Am Ring 4 (Karte)                         | Toranlage   | Toreinfahrt und Mauern; Torweg und Umfassungsmauern aus Bruchstein, 19. Jahrhundert                                                                                 | 094 55394          | Baudenkmal     | Toranlage      |
| Am Ring 5 (Karte)                         | Bauernhaus  | Schlichter ursprünglicher eingeschossiger Bau, um 1800 um einen zweigeschossigen Trakt mit Mansarddach erweitert                                                    | 094 55392          | Baudenkmal     | BW             |
| Am Ring 6 (Karte)                         | Wohnhaus    | Am Rande des Dorfes gelegener Lehm- und Rogensteinbau auf Porphyr-Sockelgeschoss                                                                                    | 094 55397          | Baudenkmal     | BW             |
| Am Ring 8 (Karte)                         | Bauernhof   | Kleine geschlossene Hofanlage des frühen 19. Jh. mit eingeschossigem Wohnhaus unter Krüppelwalmdach                                                                 | 094 55395          | Baudenkmal     | Bauernhof      |
| Fienstedter Straße 4 (Karte)              | Wohnhaus    | Außerhalb des Ortes gegenüber dem Gutshof gelegenes Wohnhaus einer ehemaligen Ziegelei, 19. Jh., vermutlich abgebrochen                                             | 094 55399          | Baudenkmal     | BW             |
| Gasse 2 (Karte)                           | Bauernhof   | Welzsches Gut, geschlossener Gutshof mit stattlichem Wohnhaus von 1834 und qualitätvollen Scheunen in Bruchstein- und Ziegelmauerwerk, 2. Hälfte d. 19. Jh.         | 094 55396          | Baudenkmal     | Bauernhof      |
| Gasse 1 bis 7 Salzmünder Straße 2 (Karte) | Straßenzug  | Geschlossener Straßenzug mit schlichter trauf- und giebelständiger Bebauung des 19. Jh., eingeschossige Wohnhäuser der Landarbeiter und Kleinbauern                 | 094 55400          | Denkmalbereich | Straßenzug     |
| Trebitzer Straße 1 (Karte)                | Bauernhof   | Außerhalb des Ortes gelegenes, weitläufiges Gehöft aus dem 19. Jh. mit prächtigem Wohnhaus und zahlreichen Wirtschaftsgebäuden, Metalltor mit Inschrift „O.L. 1885“ | 094 55401          | Baudenkmal     | Weitere Bilder |

## Ehemalige Kulturdenkmale nach Ortsteilen
Die nachfolgenden Objekte waren ursprünglich ebenfalls denkmalgeschützt oder wurden in der Literatur als Kulturdenkmale geführt. Die Denkmale bestehen heute jedoch nicht mehr, ihre Unterschutzstellung wurde aufgehoben oder sie werden nicht mehr als Denkmale betrachtet.

### Wettin
| Lage                  | Bezeichnung            | Beschreibung | Erfassungs- nummer | Ausweisungsart | Bild |
| --------------------- | ---------------------- | --- | ------------------ | -------------- | ---- |
| Burgstraße 16 (Karte) | Wohnhaus Burgstraße 16 | Wohnhaus zweigeschossiges Wohnhaus aus der zweiten Hälfte des 18. Jahrhunderts, in den 2010er Jahren abgerissen | 094 55436          | Baudenkmal     | BW   |
| Malzmache 1           | Wohnhaus               | Wohnhaus | 094 55437          |                |      |
| Nikolai-Kirchplatz 8  | Wohnhaus               | | 094 55421          |                |      |
| Nikolai-Kirchplatz 13 | Wohnhaus               | | 094 55422          |                |      |

### Löbejün
| Lage | Bezeichnung                                      | Beschreibung | Erfassungs- nummer | Ausweisungsart | Bild                                             |
| --- | ------------------------------------------------ | --- | ------------------ | -------------- | ------------------------------------------------ |
| Bahnhofstraße, in unmittelbarer Nähe des Kriegerdenkmals (Karte)                                           | Brücke Bahnhofstraße                             | Brücke kleine Rundbogenbrücke aus Porphyrmauerwerk aus der Zeit um 1880; 2022 nicht mehr als Denkmal geführt                                                               | 094 55214          | Baudenkmal     | Brücke Bahnhofstraße                             |
| Bahnhofstraße 4, 4a, 4b, 5, 6, 6b, 6c, 7, 7a, 8, 9, 10, 11, 12, 13, 14, 15, 16, 17, 18, 19, 20, 21 (Karte) | Straßenzug                                       | Straßenzug | 094 55222          |                | BW                                               |
| Fließe 7 Mühlenstraße 5, 6, 6a, 11 (Karte)                                                                 | Häusergruppe Fließe 7, Mühlenstraße 5, 6, 6a, 11 | Häusergruppe Häusergruppe und Mühle, schlichte Bebauung der zweiten Hälfte des 19. Jahrhunderts und prägnantes Mühlengebäude von 1935; 2022 nicht mehr als Denkmal geführt | 094 55249          | Denkmalbereich | Häusergruppe Fließe 7, Mühlenstraße 5, 6, 6a, 11 |

### Dalena
| Lage                | Bezeichnung | Beschreibung | Erfassungs- nummer | Ausweisungsart | Bild |
| ------------------- | ----------- | ------------ | ------------------ | -------------- | ---- |
| Kirchberg 3 (Karte) | Wohnhaus    |              | 094 55102          |                | BW   |

### Deutleben
| Lage                 | Bezeichnung | Beschreibung | Erfassungs- nummer | Ausweisungsart | Bild |
| -------------------- | ----------- | ------------ | ------------------ | -------------- | ---- |
| Lettewitzer Straße 4 | Schule      |              | 094 55006          |                |      |

### Domnitz
| Lage                                                                        | Bezeichnung     | Beschreibung | Erfassungs- nummer | Ausweisungsart | Bild           |
| --------------------------------------------------------------------------- | --------------- | --- | ------------------ | -------------- | -------------- |
| Am Bahnhof Nähe Dalenaerstraße und auf offener Strecke am Gleisbett (Karte) | Stellwerk       | Stellwerk B 2 und W1; 2023 nicht mehr vorhanden und daher aus dem Denkmalverzeichnis ausgetragen. | 094 76876          | Baudenkmal     | Stellwerk      |
| Am Bahnhof 3,4,5 (Karte)                                                    | Bahnhof Domnitz | Bahnhof Bahnwärterhaus und Bahnhofsgebäude, Haltepunkt der Bahnstrecke Halle–Könnern, 1880 als Personenhaltepunkt errichtet, als Güterhaltepunkt erst 1901; Nach Abriss von Bahnhofsgebäude und Stellwerk Verlust der Denkmaleigenschaft und daher 2023 aus dem Denkmalverzeichnis ausgetragen. | 094 55093          | Denkmalbereich | Weitere Bilder |
| Hallesche Straße 7 Bundesstraße 6 (Karte)                                   | Gaststätte      | Gaststätte | 094 55115          |                | BW             |
| Hallesche Straße 7, 8, Lindenstraße 7, 9 (Karte)                            | Bauernhof       | Bauernhof | 094 55116          |                | BW             |
| Mittelstraße 11 Straßenzug zwischen Kirche und Pfarrhaus (Karte)            | Häusergruppe    | Häusergruppe | 094 55118          |                | BW             |

### Dornitz
| Lage                                                               | Bezeichnung | Beschreibung | Erfassungs- nummer | Ausweisungsart | Bild |
| ------------------------------------------------------------------ | ----------- | --- | ------------------ | -------------- | ---- |
| Alte Könnernsche Straße 17 (ehemals Könnernsche Straße 17) (Karte) | Bauernhof   | schlichtes Gehöft aus der Zeit um 1900, 2017 wurde ein großer Teil der Gebäude abgerissen, so dass die Denkmaleigenschaft verloren ging, das Objekt wurde daher aus dem Denkmalverzeichnis ausgetragen. | 094 55108          | Baudenkmal     | BW   |

### Döblitz
| Lage                                              | Bezeichnung | Beschreibung | Erfassungs- nummer | Ausweisungsart | Bild |
| ------------------------------------------------- | ----------- | ------------ | ------------------ | -------------- | ---- |
| Saalebogen (alt: Dorfstraße) 14 (alt: 36) (Karte) | Bauernhof   |              | 094 55063          |                | BW   |

### Nauendorf
| Lage                                                  | Bezeichnung  | Beschreibung | Erfassungs- nummer | Ausweisungsart | Bild |
| ----------------------------------------------------- | ------------ | ------------ | ------------------ | -------------- | ---- |
| Bundesstraße B6 1 nahe Distanzstein (Obelisk) (Karte) | Chausseehaus |              | 094 97860          |                | BW   |

### Neutz
| Lage               | Bezeichnung | Beschreibung | Erfassungs- nummer | Ausweisungsart | Bild |
| ------------------ | ----------- | ------------ | ------------------ | -------------- | ---- |
| Am Berg 29 (Karte) | Pfarrhaus   |              | 094 55013          |                | BW   |

### Neutz-Lettewitz
| Lage                                                          | Bezeichnung | Beschreibung | Erfassungs- nummer | Ausweisungsart | Bild           |
| ------------------------------------------------------------- | ----------- | --- | ------------------ | -------------- | -------------- |
| Sattelhof 1 Landesstraße L 50 (alt: Bundesstraße B 6) (Karte) | Gasthof     | Gasthof Landgasthaus Sattelhof im Orteils Neutz, 1720 erbauter Gasthof, Umbau im Jahr 1815; Durch Baumaßnahmen ging die Denkmaleigenschaft verloren. 2023 erfolgte die Streichung aus dem Denkmalverzeichnis. | 094 55008          | Baudenkmal     | Weitere Bilder |

### Plötz
| Lage                              | Bezeichnung  | Beschreibung | Erfassungs- nummer | Ausweisungsart | Bild |
| --------------------------------- | ------------ | ------------ | ------------------ | -------------- | ---- |
| Dorfplatz 1, 2, 3, (4), 5 (Karte) | Straßenzeile |              | 094 55483          |                | BW   |
| Kreisstraße 37 (Karte)            | Schule       |              | 094 55481          |                | BW   |

### Rothenburg
| Lage                          | Bezeichnung | Beschreibung | Erfassungs- nummer | Ausweisungsart | Bild |
| ----------------------------- | ----------- | ------------ | ------------------ | -------------- | ---- |
| Am Amtsberg 1, 18, 19 (Karte) | Platz       |              | 094 55180          |                | BW   |

## Legende
In den Spalten befinden sich folgende Informationen:
- Lage: Nennt den Straßennamen und wenn vorhanden die Hausnummer des Kulturdenkmals. Die Grundsortierung der Liste erfolgt nach dieser Adresse. Der Link „Karte“ führt zu verschiedenen Kartendarstellungen und nennt die geographischen Koordinaten.
Link zu einem Kartenansichtstool, um Koordinaten zu setzen. In der Kartenansicht sind Baudenkmale ohne Koordinaten mit einem roten bzw. orangen Marker dargestellt und können in der Karte gesetzt werden. Baudenkmale ohne Bild sind mit einem blauen bzw. roten Marker gekennzeichnet, Baudenkmale mit Bild mit einem grünen bzw. orangen Marker.
- Offizielle Bezeichnung: Nennt den Namen, die Bezeichnung oder zumindest die Art des Kulturdenkmals und verlinkt, soweit vorhanden, auf den Artikel zum Objekt.
- Beschreibung: Nennt bauliche und geschichtliche Einzelheiten des Kulturdenkmals, vorzugsweise die Denkmaleigenschaften.
- Erfassungsnummer: Für jedes Kulturdenkmal wird in Sachsen-Anhalt eine 20stellige Erfassungsnummer vergeben. Die letzten zwölf Ziffern werden für die Untergliederung nach Teilobjekten genutzt und werden nur angegeben, soweit vergeben. In dieser Spalte kann sich folgendes Icon  befinden, dies führt zu Angaben zu diesem Baudenkmal bei Wikidata.
- Ausweisungsart: Die Einordnung des Denkmales nach § 2 Abs. 2 DenkmSchG LSA
- Bild: Ein Bild des Denkmales, und gegebenenfalls einen Link zu weiteren Fotos des Kulturdenkmals im Medienarchiv Wikimedia Commons. Wenn man auf das Kamerasymbol klickt, können Fotos zu Kulturdenkmalen aus dieser Liste hochgeladen werden: